# Laiphognathus longispinis
Laiphognathus longispinis és una espècie de peix de la família dels blènnids i de l'ordre dels perciformes.

## Morfologia
- Els mascles poden assolir 5,1 cm de longitud total.[4]

## Reproducció
És ovípar.

## Hàbitat
És un peix marí de clima temperat que viu entre 5-30 m de fondària.

## Distribució geogràfica
Es troba al Japó, Taiwan i Hong Kong.